# Flyveplads
 Der er for få eller ingen kildehenvisninger i denne artikel, hvilket er et problem. Du kan hjælpe ved at angive troværdige kilder til de påstande, som fremføres i artiklen.

En flyveplads er et mindre anlæg,[kilde mangler] hvor små og lette flyvemaskiner kan starte og lande. Flyvepladser fungerer ofte som små indenrigs-lufthavne, der typisk anvendes til skole- eller privatflyvning med små fly.
Flyvepladsen kan være:
- offentlig[1] (oftest kaldet lufthavn)
- privat[2].
- privat svæveflyveplads[3]

Enkelte flyvepladser har betonbaner (fx Grønholt Flyveplads i Nordsjælland), men langt de fleste har græsbaner, hvilket begrænser trafikken til lette fly.
Flyvepladser er ikke altid udstyret med et bemandet kontroltårn, så startende og landende fly kommunikerer med hinanden via radio.
Eksempler på nedlagte flyvepladser er Allerød Flyveplads (lukket 2007) og Skovlunde Flyveplads (1946-1980).
Betegnelsen "flyvestation" anvendes også ofte om lufthavne, der udelukkende fungerer med militære formål.

## Eksterne links
- Wikimedia Commons har flere filer relateret til Flyveplads

| Luftfart | Spire Denne artikel om flyvning er en spire som bør udbygges. Du er velkommen til at hjælpe Wikipedia ved at udvide den. |